# Condado de Villa Santa Ana
El condado de Villa Santa Ana es un título nobiliario español creado por el rey Carlos III,  por decreto de 3 de julio de 1771 y real despacho de 13 de noviembre de 1777, a favor de Alonso Liborio Santos de León y Márquez de Avellaneda, hijo de la II señora de la villa. Su nombre se refiere al municipio andaluz de Santa Ana la Real, en la provincia de Huelva.

## Señores de la Villa de Santa Ana
- Pedro Márquez de Avellaneda, señor de la Villa de Santa Ana. Casado con María Álvarez Collado.

- María Teresa Márquez de Avellaneda Álvarez, señora de la Villa de Santa Ana. Casó en primeras nupcias con Alonso Santos de León y en segundas con Gregorio del Valle y Clavijo.

## Condes de la Villa de Santa Ana
- Alonso Liborio Santos de León y Márquez de Avellaneda, I conde de Villa Santa Ana,[1] maestrante de Sevilla, caballero de la Orden de Santiago y señor de las villas de Santa Ana la real y Almonaster.

En 4 de julio de 1790, sucedió su sobrino:
- Alonso del Valle y Pizarro, II conde de Villa Santa Ana,[1] sobrino del anterior conde, hijo de su hermanastro Antonio del Valle y Márquez de Avellaneda y de Josefa de Pizarro y Viguera.

En 6 de enero de 1848, sucedió su hijo:
- Ramón del Valle y Carvajal, III conde de Villa Santa Ana.[1]

Casó en 1832 con Francisca Solís Quevedo (1815-1859), hija de Francisco de Paula Solís y Cagigal, II marqués de San Fernando, y de su esposa María Josefa Quevedo y Vázquez-Gata. En 16 de agosto de 1900, sucedió su nieta, hija de su hijo Alonso (Ildefonso) del Valle y Solís y de su esposa Catalina Vázquez de Mondragón y Solís.
- Fernanda del Valle y Vázquez de Mondragón (n. Jerez, 6 de enero de 1867), IV condesa de Villa Santa Ana.[1]

Casó con Manuel Gómez de la Cortina y Clavero, maestrante de Ronda. En 28 de marzo de 1949, sucedió su hijo:
- Alonso Gómez de la Cortina y del Valle (m. 1951), V conde de Villa Santa Ana[1] y maestrante de Ronda.

Casó con su prima, Mercedes González y Gómez de la Cortina, hija de Manuel González García y de Mercedes Gómez de la Cortina González. En 23 de marzo de 1953, sucedió su hijo:
- Manuel Gómez de la Cortinas y Gónzalez (m. Madrid, 25 de junio de 2022[3]), VI conde de Villa Santa Ana.

Casó con Consuelo Moreno de Barreda Moreno. Tuvieron dos hijos, María del Consuelo y Alonso.
- María del Consuelo Gómez de las Cortinas Moreno de Barreda, VII condesa de Villa Santa Ana.[4]